# Кодру
Кодру (молд. Codru) — місто в Молдові у складі муніципії Кишинів. Розташоване за 5 км від залізничної станції Кишинів.

## Історія
Селище міського типу Кодру було засноване в 1977 році. Тоді воно входило до складу Кутузовського району МССР (нині Яловенській район). За радянських часів в смт Кодру розташовувалися центральна садиба НВО «Вієрул», навчально-дослідне господарство Кишинівського сільськогосподарського інституту імені М. В. Фрунзе, біологічна станція Кишинівського універстету імені Леніна, три будівельні управління. В 1984 році у в Кодру працювала восьмирічна школа, клуб з кіноустановкою, дві бібліотеки, республіканський музей виноградарства, лікарня, лікарська амбулаторія, 3 дитячих яслей-садка, кафе, їдальня, магазини, відділення зв'язку, водопровід. У центрі селища розташований парк-дендрарій, у якому встановлений бюст Леніна.